# Cod LMI
Codul LMI reprezintă codul asociat monumentelor istorice enumerate în Lista Monumentelor Istorice din România. 

## Cod LMI 2004
În variantele din 2004, 2010 și 2015 ale listei, codificarea cuprinde, în această ordine:
1. acronimul județului în care se află (ex. AB)
2. un numeral roman ce grupează monumentele în funcție de natura lor:
  1. Monumente de arheologie
  2. Monumente arhitectură
  3. Monumente de for public
  4. Monumente memoriale și funerare
3. o minusculă (m pentru monument, a pentru ansamblu sau s pentru sit arheologic)
4. o majusculă care descrie monumentul din punct de vedere valoric:
  1. monumente de interes național
  2. monumente de interes local
5. un număr de ordine unic la nivelul întregii țări (ex. 00001.01). Cifrele de după punct reprezintă indicele monumentului în cadrul unui ansamblu clasat.

## Cod LMI'92
În lista din 1992, codul era de forma 01A0001, unde primele 2 cifre codifică județul (în ordine alfabetică), litera indică valoarea monumentului, iar ultimele 4 cifre reprezintă numărul de ordine.